# Camelot
Camelot var Kong Arthurs egen borg, hvor han boede med sin dronning Guinevere.
Camelot indtager en speciel rolle i mytologien, fordi slottet på mange måder fungerer som bindeled mellem to forskellige tidsaldre. Ifølge sagnet boede kong Arthur på slottet, hvilket tidsmæssigt placerer slottet til det 6. århundrede efter Kristi fødsel. Historisk er det en tidsalder, man ikke ved så meget om. Perioden henligger i en form for historisk mørke, primært indeholdende myter og sagn, frem for konkrete historiske oplysninger. Den periode, som kommer efter vikingetiden, er derimod betydeligt bedre belyst. Skal man tro historien om Kong Arthur, var Camelot det skønneste slot på jorden, et prægtigt bygningsværk af stor skønhed, et slot som ikke kendte dets lige i hele verden.[kilde mangler] Slottet var selvfølgelig først og fremmest bolig for Kong Arthur og en enorm stab af hoffolk, som omgav kongen. Men slottet var også bolig for centraladministrationen og fungerede på den måde som en form for super-ministerium, hvor alt lige fra skatteopkrævning til forsvar og undervisning blev planlagt. Slottet beskrives ofte som et lysende fyrtårn af viden, kultur og dannelse i en ellers meget mørk tidsperiode. På den måde kommer slottet til at fungere som en form for bro mellem tiden omkring Kristi fødsel, der er historisk temmelig godt belyst, og vikingetiden.